# ActivoBank
ActivoBank es una marca comercial bajo la cual opera Banco Sabadell en España y que centra su actividad financiera en clientes particulares que operan únicamente a través de canales de banca por internet o teléfono. Aunque tiene una identidad diferenciada, su ficha bancaria y estructura societaria son las de Banco Sabadell, por lo que este es el depositario único de los activos.
Fue fundada en el año 2000 como resultado de una alianza empresarial entre Banco Sabadell y el Banco Comercial Português para constituir una entidad especializada en banca en línea. La sociedad fue dada de alta en el Registro de Bancos y Banqueros del Banco de España el 11 de diciembre del mismo año.
Sin embargo, a finales de octubre de 2002 Banco Sabadell decidió adquirir al Banco Comercial Portugués el 46,6% que poseía de la sociedad, con la intención de gestionarla en solitario. Un año después, se decidió absorber la sociedad, por lo que se el 30 de junio de 2003 se dio de baja en el Registro de Bancos y Banqueros y desde ese momento «ActivoBank» pasó a operar simplemente como una marca comercial de Banco Sabadell.